# Kamarah
Kamarah är en ort i Australien. Den ligger i kommunen Narrandera och delstaten New South Wales, i den sydöstra delen av landet, omkring 410 kilometer väster om delstatshuvudstaden Sydney.
Trakten runt Kamarah är nära nog obefolkad, med mindre än två invånare per kvadratkilometer.. Närmaste större samhälle är Ardlethan, omkring 12 kilometer öster om Kamarah.
Trakten runt Kamarah består till största delen av jordbruksmark. Genomsnittlig årsnederbörd är 523 millimeter. Den regnigaste månaden är februari, med i genomsnitt 82 mm nederbörd, och den torraste är oktober, med 20 mm nederbörd.